# Neobisium dumitrescoae
Espèce
Neobisium dumitrescoae est une espèce de pseudoscorpions de la famille des Neobisiidae.

## Distribution
Cette espèce est endémique d'Algérie. Elle se rencontre sur l'Azrou n'Tidjer dans la grotte Ifri n'Tarzout.

## Étymologie
Cette espèce est nommée en l'honneur de Margareta Dumitrescu.

## Publication originale
- Heurtault, 1990 : Les pseudoscorpions d’Algérie de la collection Biospeologica. Mémoires de Biospéologie, vol. 17, p. 197-202.